# Wally Neuzil

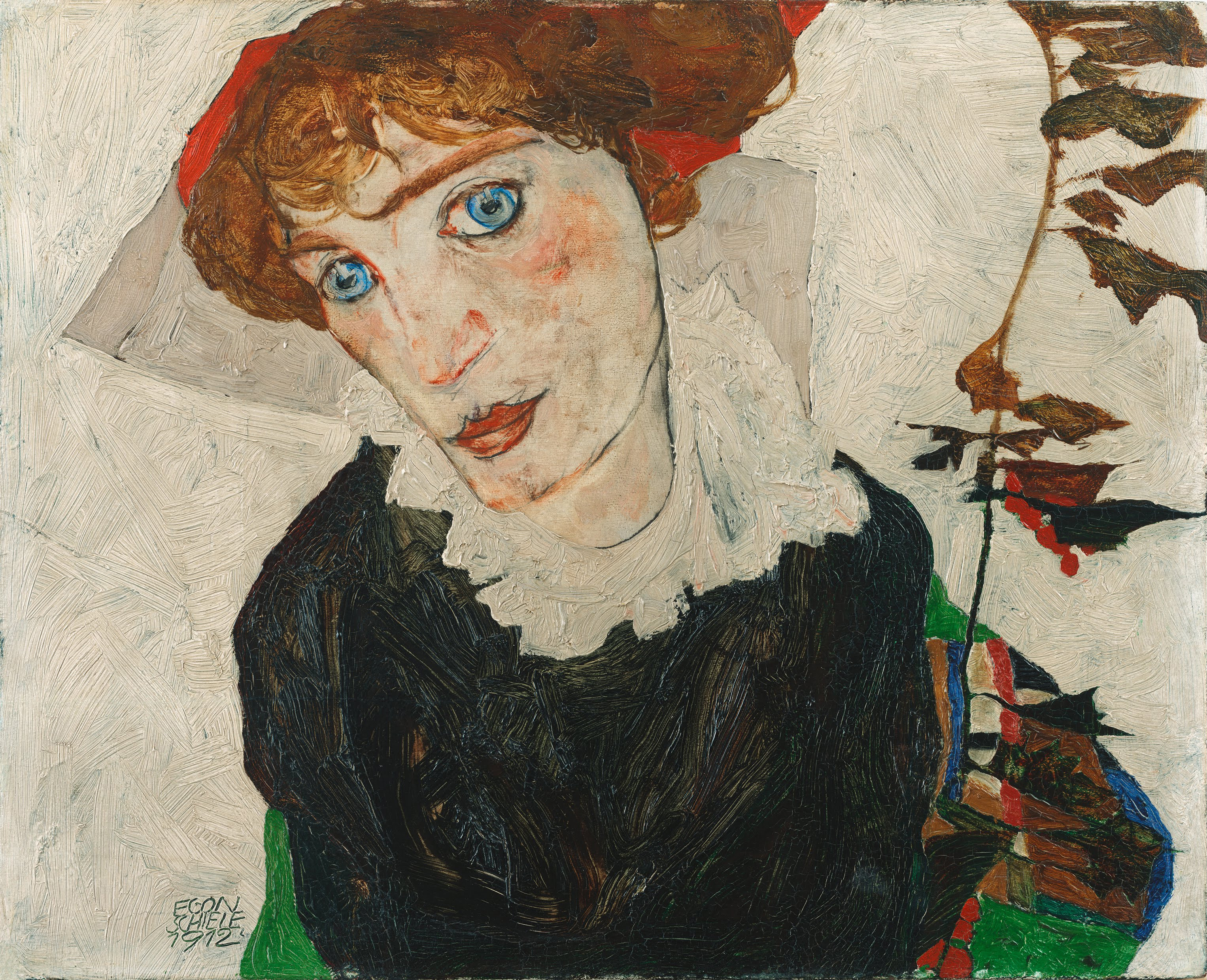
Wally, Ölgemälde von Egon Schiele, Leopold Museum, Wien, 1912

Wally (Walburga) Neuzil (geboren am 19. August 1894 als Walburga Pfneisl in Tattendorf, Niederösterreich; gestorben am 25. Dezember 1917 in Sinj, Dalmatien) war ein Modell Egon Schieles und dessen Lebensgefährtin.

## Biografie

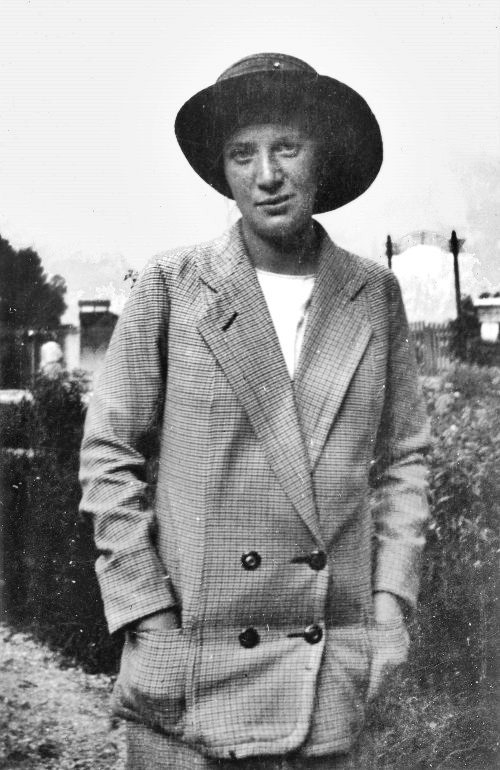
Neuzil um 1915

Walburga Pfneisl wurde in Tattendorf (Niederösterreich), wenige Kilometer südlich von Wien, an der heutigen Adresse Badner Straße 12 als uneheliche Tochter der Taglöhnerin Thekla Pfneisl und des aus Kolomierschitz (Koloměřice), einem Ortsteil von Chrášťany u Týna nad Vltavou in Böhmen, stammenden Unterlehrers Josef Neužil geboren. Die Eltern heirateten am 11. März 1895, Walburga bekam nun den Familiennamen des Vaters. Der Vater wurde 1896 an die Volksschule der nahe gelegenen Gemeinde Moosbrunn versetzt. Danach war er in Wiener Neudorf tätig. Im September 1901 wurde er zum Leiter der Schule in Sparbach bestellt. Er starb am 13. Februar 1902 in Mödling, nach anderen Quellen 1905. Thekla Neuzil übersiedelte mit ihren Töchtern Anna, Walburga (Wally), Berta, Antonia und Marie und ihrer Mutter nach Wien. In Lehmanns Wiener Adressbuch erstmals 1906, als Schulleiter-Wwe., eingetragen, arbeitete sie nun als Hausbesorgerin und wechselte ihre Adressen in den folgenden Jahren häufig (12., 10., 2., 20., 2. Bezirk). Wally wohnte laut Melderegister bei ihrer Mutter.
Dass Walburga Neuzil zuerst bei Gustav Klimt als Modell gearbeitet hat, wird zwar oft kolportiert, kann aber nicht belegt werden. Etwa seit 1912 war Wally Egon Schieles wichtigstes Modell und auch seine Lebensgefährtin. Sie lebte mit ihm in einem Häuschen im Wienerwald, „In der Au“ bei Neulengbach, wo der Künstler einige seiner wichtigsten Werke schuf, für die ihm Wally Modell stand, aber auch zahlreiche erotische Darstellungen von Kindern. Im April 1912 wurde Schiele verhaftet, man warf ihm „Entführung“ und „Schändung“ vor. Wally war eine der wenigen, die weiterhin zu ihm standen und an seine Unschuld glaubten. Sie brachte ihm seine Malsachen ins Gefängnis und kümmerte sich um einen Anwalt. … von meinen nächstbekannten rührte sich niemand außer Wally, die ich damals kurz kannte und die sich so edel benahm, dass mich dies fesselte … (Brief Egon Schieles an Franz Hauer, 25. Jänner 1914).
Im Herbst 1912 bezog Egon Schiele der Literatur zufolge eine Atelierwohnung, 13., Hietzinger Hauptstraße 101, in einer guten Wiener Wohngegend, wo er mit Walburga zum Missfallen der Nachbarn weiterhin in „wilder Ehe“ lebte (siehe Gedenktafel). Das Wiener Stadt- und Landesarchiv publizierte aber einen am 16. Mai 1913 vom Polizeiwachzimmer Unter-St.-Veit vidierten, von Schiele selbst ausgefüllten Meldezettel, dem zufolge Walli Neuzil, aus der Wohnung ihrer Mutter im 20. Bezirk, Allerheiligenplatz 6, ausgezogen, bis 10. August 1913 (abgereist ohne neue Adressangabe) im Haus 13., Feldmühlgasse 3, 2. Stock, Tür 7, gewohnt habe. In dieser von der Hietzinger Hauptstraße abzweigenden Gasse hatte auf Nr. 11 (in Lehmann mit Nr. 9 verzeichnet) damals Gustav Klimt, Schieles Mentor, sein Atelier; möglicherweise entscheidend für Schiele, sich in der Nähe anzusiedeln.
Im Atelier an der Hietzinger Hauptstraße vollendete Schiele 1915 eines seiner Hauptwerke, Tod und Mädchen, das den Maler und seine Muse in einer eigentümlich schmerzlichen Umarmung zeigt. Das Gemälde wird vielfach als sein Abschiedsbild von Wally gesehen.
Im Februar 1915, als Egon Schiele die Einberufung zum Militärdienst bekam, schrieb er an seinen Freund und Gönner Arthur Roessler: … habe vor zu heiraten, günstigst, nicht Wally … Im Juni 1915 schloss Schiele die Ehe mit Edith Harms. Sie wohnte Schiele gegenüber: 13., Hietzinger Hauptstraße 114 (siehe Gedenktafel). Er soll Wally bei der letzten Aussprache in ihrem Stammcafé noch den Vorschlag gemacht haben, wenigstens einmal im Jahr gemeinsamen Urlaub zu verbringen. Weder für Wally noch für Edith war dies akzeptabel.
Egon Schiele verbrachte die folgenden Kriegsjahre in Ausbildungslagern in Prag und in  Neuhaus in Böhmen, später als Soldat in verschiedenen Kriegsgefangenenlagern in Niederösterreich. Seine Ehefrau Edith musste ihn überallhin begleiten.
Hilde Berger meint, dass Klimt 1916 Wally gemalt habe. Tatsächlich stellt das Wally-Porträt von Gustav Klimt nicht Wally Neuzil dar. Das Bild sei aber, im Zweiten Weltkrieg ausgelagert, 1945 auf Schloss Immendorf bei Hollabrunn, Niederösterreich, wie u. a. auch drei Fakultätsbilder Klimts  verbrannt.

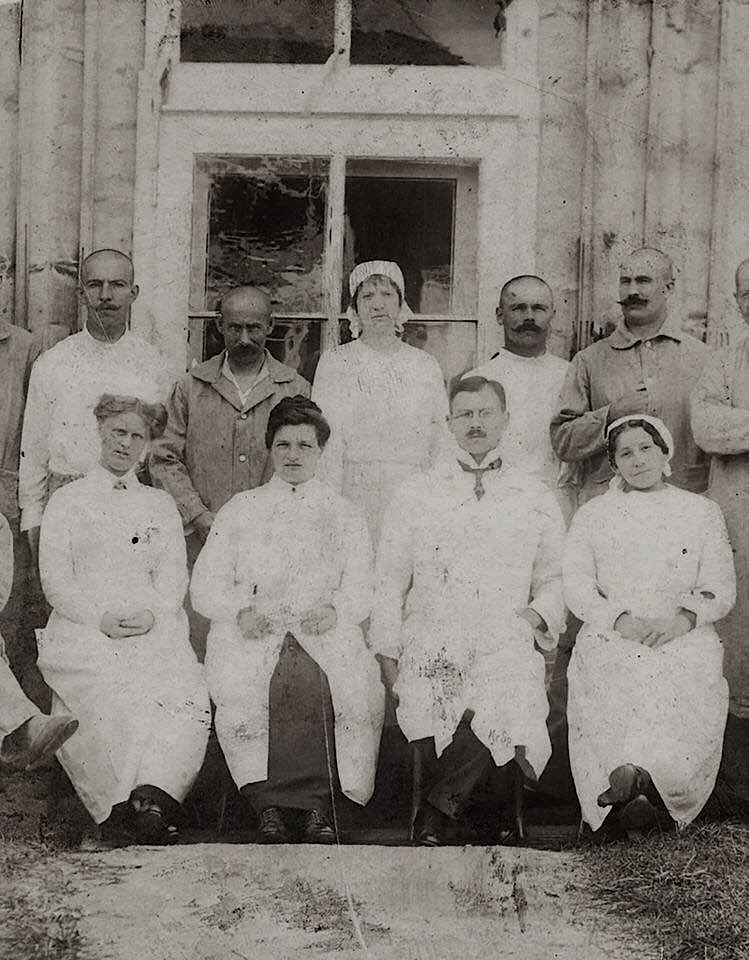
Neuzil als Krankenschwester in Sinj

Nach Schieles Trennung von ihr ließ sich Wally in Wien zur Hilfskrankenpflegerin ausbilden und war in Wien am Kriegsspital Nr. 1 tätig; das war ein Barackenlager am Rand des Areals des Wilhelminenspitals im 16. Wiener Gemeindebezirk. 1917 meldete sie sich mit dem Ziel Sebenico, Dalmatien, aus Wien ab. Sie arbeitete  zunächst in Sebenico/ Šibenik und danach im k.k. Landwehr-Marodenhaus in Sinj, ca. 35 km landeinwärts der Hafenstadt Split (Spalato). Am 25. Dezember 1917 verstarb Wally Neuzil dort an Scharlach. Sie wurde am 27. Dezember 1917 auf dem Friedhof Sveti Frane von Sinj begraben, im Grab Nr. 162 D (das 2015 von  Lana Bunjevac, Tageszeitung Jutarnji list, Zagreb, entdeckt wurde). Im April 2016 konnte Robert Holzbauer im Totenbuch der Stadt Sinj auch die Eintragung zu ihrem Tod finden.
Zu den zahlreichen Legenden gehört, dass Schiele den Titel seines Gemäldes Mann und Mädchen in Tod und Mädchen geändert habe, als er von ihrem Tod erfahren habe. Dies ist jedoch durch keine Quelle zu belegen.
Egon Schiele und seine Frau Edith starben im Oktober 1918 in Wien an der Spanischen Grippe.

## Gedenken
In Walburga Neuzils Geburtsort Tattendorf wurde der Wally-Neuzil-Platz nach ihr benannt.
Im Jahr 2017 wurde der Verein „Wally-Neuzil-Gesellschaft / Wally Neuzil Society“ mit Sitz in Baden bei Wien gegründet.
In Sinj in Kroatien (Region Split) wurde ihr Grab anlässlich ihres 100. Todestages renoviert.
In der Galerija Galiotovic in Sinj fand vom 19. Dezember 2017 bis 13. Januar 2018 die Ausstellung „Tko je bila Wally Neuzil?“ (Wer war Wally Neuzil?) statt. Aus Anlass ihres 125. Geburtstages war in Tattendorf im Weingut Dachauer Mühle von 5. September bis 26. Oktober 2019 die Ausstellung „Wally Neuzil - die Muse Egon Schieles“ zu sehen.
Im Spielfilm Egon Schiele: Tod und Mädchen aus dem Jahr 2016 von Dieter Berner, basierend auf dem biografischen Roman Tod und Mädchen: Egon Schiele und die Frauen von Hilde Berger, wurde Wally Neuzil von Valerie Pachner verkörpert.